# Spreetunnel Stralau–Treptow

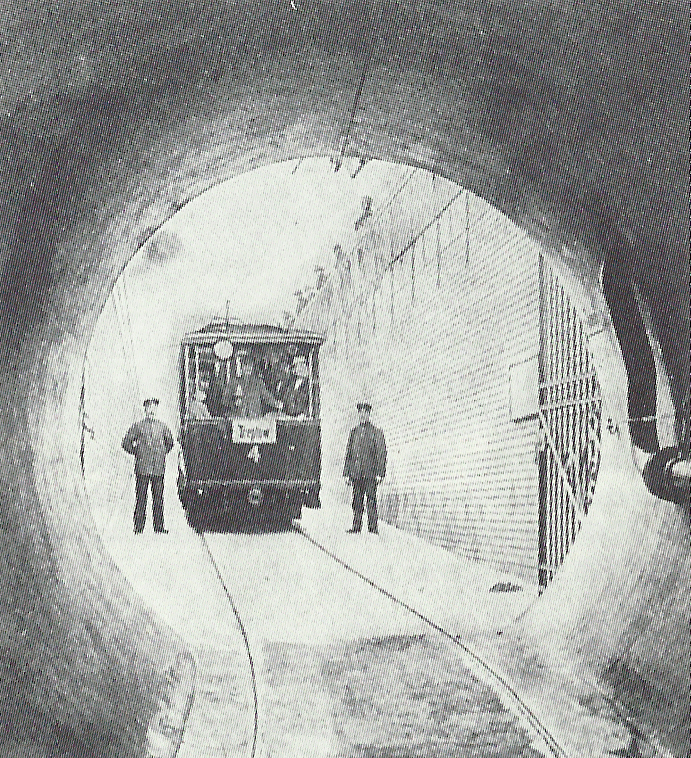
Einfahrt des Spreetunnels auf der Stralauer Seite im Eröffnungsjahr 1899

Der Spreetunnel Stralau–Treptow in Berlin verband Stralau und Alt-Treptow. Durch ihn fuhr die sogenannte Knüppelbahn, eine alte Berliner Straßenbahnlinie. Der Tunnel verläuft zwischen der Tunnelstraße auf der Halbinsel Stralau und dem heutigen Bereich Alt-Treptow/Puschkinallee im Treptower Park (Platz am Spreetunnel) und unterquert die Spree. Der Tunnel existiert noch, die Rampen sind aber zugeschüttet und der Tunnel ist geflutet.

## Planung und Bau

Trasse auf einem Plan der Gewerbeausstellung, 1896

Rampe in der Stralauer Dorfstraße, um 1900

Im Zuge des Ausbaus des elektrischen Berliner U-Bahn-Netzes am Ende des 19. Jahrhunderts wurden 1890 von den Firmen AEG und Siemens & Halske beim Berliner Magistrat unterschiedliche Pläne zum Aufbau eines ganzstädtischen Liniennetzes eingereicht. Die AEG veranlasste 1895 zur Verbindung der zwei Firmengelände südlich und nördlich der Hussitenstraße im Gesundbrunnen den Bau einer firmeninternen Tunnelbahn unter Leitung von C. Schnebel und Wilhelm H. Lauter. Im gleichen Jahr erhielt die AEG schließlich die Baugenehmigung für den Bau eines U-Bahn-Probetunnels unter der Spree zwischen der Landgemeinde Treptow und Stralau. Die damalige Gemeinde Stralau stimmte dem Bau jedoch nur unter der Bedingung zu, dass der Tunnel für den Straßenbahnbetrieb geeignet sein müsse.
Von 1895 bis 1899 wurde dieser Tunnel, ebenfalls nach den Plänen von C. Schnebel und Wilhelm H. Lauter, im bergmännischen Schildvortriebverfahren von der Gesellschaft für den Bau von Untergrundbahnen erbaut. Teilhaber waren unter anderem die AEG, die Deutsche Bank und Philipp Holzmann & Co. Er war der erste Unterwassertunnel und der erste im Schildvortriebverfahren errichtete Tunnel Deutschlands.
Der Tunnel ist 454 Meter lang (die gesamte Tunnelstrecke mit Rampen belief sich auf 582 Meter), 3,76 Meter breit und der Scheitelpunkt der Tunnelstrecke liegt in zwölf Meter Tiefe unter der an dieser Stelle 195 Meter breiten Spree. Die Durchfahrt dauerte etwa zwei Minuten und galt bis zur Einstellung des Verkehrs als Attraktion in Treptow.
Die ursprünglich vorgesehene Fertigstellung zur Gewerbeausstellung 1896 konnte nicht erreicht werden, da sich die Bauarbeiten schwieriger als erwartet gestalteten. Lediglich ein 160 Meter langer Tunnelabschnitt konnte zu Fuß besichtigt werden. Nachdem der Tunnel im Februar 1899 für insgesamt 1,7 Millionen Goldmark (kaufkraftbereinigt in heutiger Währung: rund 14,3 Millionen Euro) fertiggestellt war, fand am 16. September 1899 die erste Probefahrt durch den Tunnel statt. Am 18. Dezember 1899 nahmen die Berliner Ostbahnen den Liniendienst durch den Tunnel als erste öffentliche Untergrundbahn Deutschlands zwischen dem Schlesischen Bahnhof (heute: Ostbahnhof) und Treptow auf.

## Betrieb

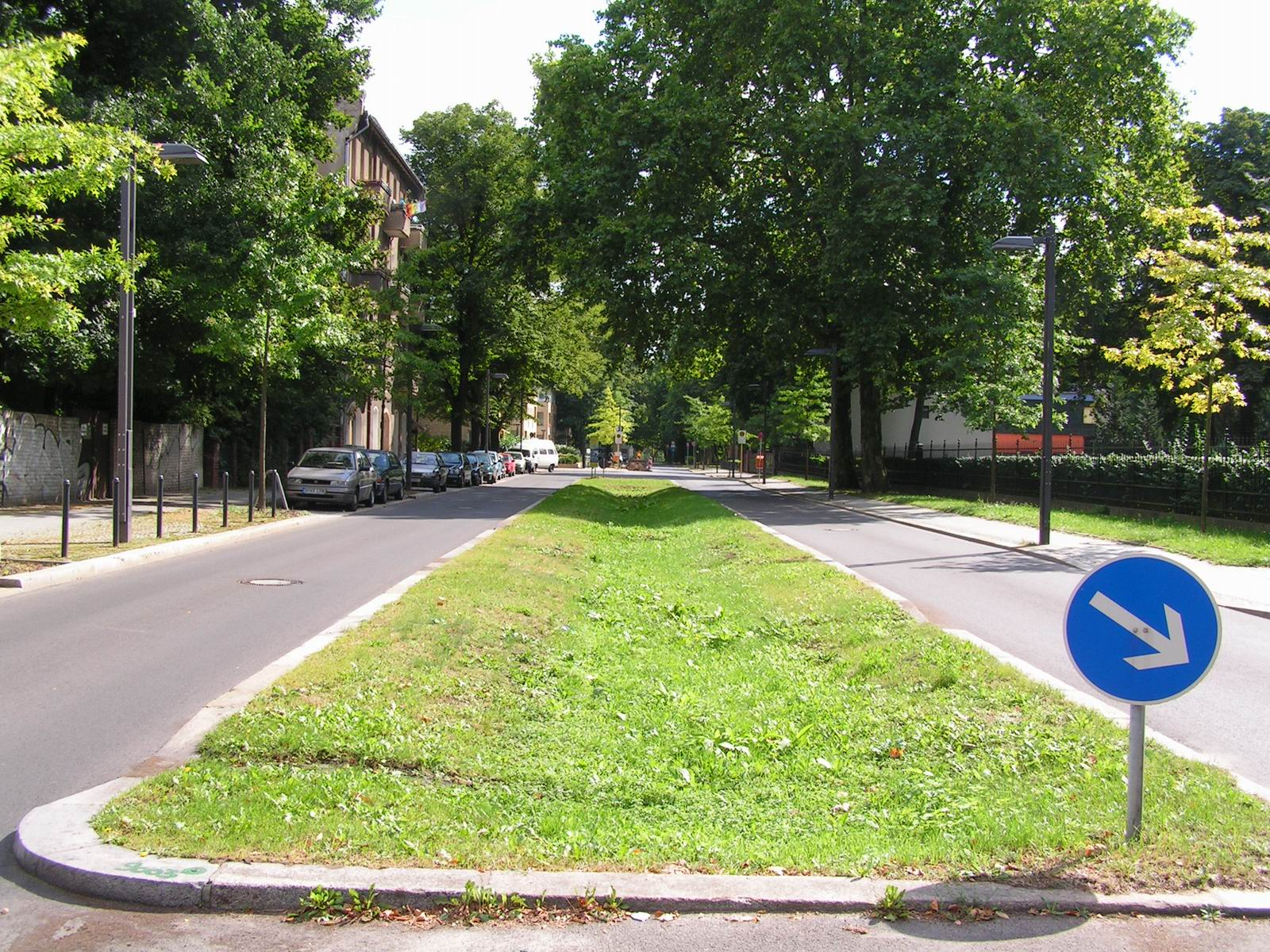
Der Mittelstreifen in der Tunnelstraße zeigt den früheren Verlauf der Rampe

Die Straßenbahnlinie wurde 1909 nach Köpenick verlängert. Ab 1920 übernahm die Berliner Straßenbahn als Nachfolgegesellschaft der Berliner Ostbahnen den Betrieb und somit den Tunnel.
Der Tunnel der Knüppelbahn war für den eingleisigen Betrieb ausgelegt. Um Kollisionen zu verhindern, wurde das System des Signalstabs angewendet. An den Ausfahrten des Tunnels wurden Posten stationiert, die den nur einmal vorhandenen Signalstab an den Fahrer einer einfahrenden Straßenbahn ausgaben und der ausfahrenden Straßenbahn wieder abnahmen. Da der Signalstab nur einmal auf der Tunnelstrecke vorhanden war, durfte nur die Straßenbahn in den Tunnel einfahren, deren Fahrer im Besitz des Signalstabs war. Dieser Signalstab hieß im Volksmund Knüppel, die Straßenbahnlinie im Tunnelabschnitt wurde von den Berlinern Knüppelbahn genannt.
Bereits im Januar 1932 hatte die Berliner Straßenbahngesellschaft wegen starker Schäden mitgeteilt, dass der Spreetunnel stillgelegt wird, die zu erwartenden Reparaturkosten wären zu hoch. Einen Monat später fiel die endgültige Entscheidung: der Straßenbahnverkehr wurde am 15. Februar 1932 eingestellt und der Spreetunnel gesperrt, nachdem in den Tunnelwänden Risse festgestellt worden waren und die Fahrgastzahlen immer weiter sanken. Während der Olympischen Sommerspiele 1936 in Berlin wurde der Spreetunnel gesichert und für Fußgänger wieder geöffnet.

## Weitere Entwicklung
Im Zweiten Weltkrieg richtete die Stadtverwaltung im nördlichen Abschnitt des Spreetunnels (Stralauer Seite) einen provisorischen Luftschutzraum ein. Dazu wurde der Tunnel unterhalb der Spree durch eine Betonmauer geteilt, um den Luftschutzraum vor dem Eindringen von Spreewasser zu schützen, welches vor allem in den südlichen Tunnelabschnitt einsickerte. Da eine Wiederherstellung in der Nachkriegszeit nicht möglich war, wurde der Tunnel zur Verhinderung des Einsturzes 1948 vollständig geflutet. Die Zufahrt und die ersten Tunnelmeter auf der Treptower Seite wurden 1968 abgetragen und die Zufahrtsrampe auf der Stralauer Seite zugeschüttet.
Im Dezember 1996 legten Bauarbeiter im Rahmen von Voruntersuchungen für die geplante Neubebauung der Halbinsel den Stralauer Zugang noch einmal für wenige Tage frei und die Berliner Feuerwehr pumpte das Wasser im Bereich des ehemaligen Luftschutzraumes ab. Es zeigte sich, dass der Luftschutzraum intakt war und sogar noch Einrichtungsgegenstände (Parkbänke, Rot-Kreuz-Kasten, Geschirr) enthielt. Da eine Instandsetzung des Tunnels als unwirtschaftlich galt und die Nutzung als Fußgängertunnel zwischen Stralau und dem Treptower Park nicht mehr in Betracht kam, wurde auch auf Stralauer Seite die verbliebene Zufahrtsrampe oberflächlich abgetragen und zugeschüttet. Der Tunnel steht seitdem wieder komplett unter Wasser. Nur der Straßenname Tunnelstraße (Stralau) und der Platz am Spreetunnel (Treptower Park) erinnern an den nun nicht mehr sichtbaren Spreetunnel.